# Ctenitis subglandulosa
Ctenitis subglandulosa là một loài thực vật có mạch trong họ Dryopteridaceae. Loài này được (Hance) Ching miêu tả khoa học đầu tiên năm 1938.